# Jällunden
Der Jällunden ist ein See in Schweden. Es liegt in der historischen Provinz Småland, an der Grenze der Provinzen Hallands län und Jönköpings län.

## Geologie
Der See hat eine Fläche von 8,7 Quadratkilometern und eine maximale Tiefe von 11 Metern. Er hat eine maximale Länge von 9,6 Kilometern und ist an seiner breitesten Stelle etwa 2 Kilometer breit. Auf der östlichen Seeseite befindet sich der Ort Jälluntofta, im See befinden sich viele kleine Inseln.
Der See entwässert über den Strömhultaåback in den südlich gelegenen Holmsjö und weiter über den Nissan in das Kattegat. Durch den hohen Torfanteil im Boden der umliegenden Wälder ist das Wasser des Sees meist dunkel eingefärbt.

## Nutzung
In Jälluntofta befindet sich ein Campingplatz direkt am See, viele Buchten bieten die Möglichkeit zum Baden. Der See kann mit Booten befahren werden und bietet die Möglichkeit zum Angeln.